# Santiago Muñoz
Santiago René Muñoz Robles (El Paso, 14 agosto 2002) è un calciatore messicano, attaccante dello Sporting K.C. in prestito dal Santos Laguna.

## Carriera

### Club
Cresciuto nel settore giovanile del Santos Laguna, debutta in prima squadra il 25 ottobre 2020, in occasione dell'incontro di Liga MX vinto per 2-1 contro l'Atlético San Luis. Realizza la sua prima rete in campionato il 31 gennaio 2021, al minuto 82', che permette alla sua squadra di pareggiare per 1-1 contro l'América.
Il 31 agosto 2021 viene ceduto in prestito al Newcastle United, che lo aggrega alle proprie giovanili, firmando un contratto valido per 18 mesi. Nel dicembre 2022, terminato il prestito, rientra al Santos Laguna.

### Nazionale
Ha giocato nelle nazionali giovanili messicane Under-17, Under-20 ed Under-23.

## Statistiche

### Presenze e reti nei club
Statistiche aggiornate al 10 aprile 2023.
| Stagione             | Squadra              | Campionato           | Campionato | Campionato | Coppe nazionali | Coppe nazionali | Coppe nazionali | Coppe continentali | Coppe continentali | Coppe continentali | Altre coppe | Altre coppe | Altre coppe | Totale | Totale |
| Stagione             | Squadra              | Comp                 | Pres       | Reti       | Comp            | Pres            | Reti            | Comp               | Pres               | Reti               | Comp        | Pres        | Reti        | Pres   | Reti   |
| -------------------- | -------------------- | -------------------- | ---------- | ---------- | --------------- | --------------- | --------------- | ------------------ | ------------------ | ------------------ | ----------- | ----------- | ----------- | ------ | ------ |
| 2020-2021            | Santos Laguna        | LM                   | 19         | 3          |                 | -               | -               |                    | -                  | -                  |             | -           | -           | 19     | 3      |
| gen.-giu. 2023       | Santos Laguna        | LM                   | 6          | 0          |                 | -               | -               |                    | -                  | -                  |             | -           | -           | 6      | 0      |
| Totale Santos Laguna | Totale Santos Laguna | Totale Santos Laguna | 25         | 3          |                 | -               | -               |                    | -                  | -                  |             | -           | -           | 25     | 3      |
| Totale carriera      | Totale carriera      | Totale carriera      | 25         | 3          |                 | -               | -               |                    | -                  | -                  |             | -           | -           | 25     | 3      |